# 1916년 하계 올림픽
1916년 하계 올림픽(영어: 1916 Summer Olympics, Games of the VI Olympiad, 독일어: Olympische Sommerspiele 1916)은 1916년에 독일 제국의 베를린에서 개최될 예정이었으나, 제1차 세계 대전의 발발로 취소된 제6회 하계 올림픽이다. 1912년 7월 4일, 스톡홀름에서 개최된 제14차 국제 올림픽 위원회 총회에서 알렉산드리아와 암스테르담, 브뤼셀, 부다페스트, 암스테르담, 클리블랜드를 누르고 베를린이 개최 도시로 선정되었다. 1916년 하계 올림픽이 취소된 후 베를린은 20년 후 1936년 하계 올림픽을 개최했다.

## 상세

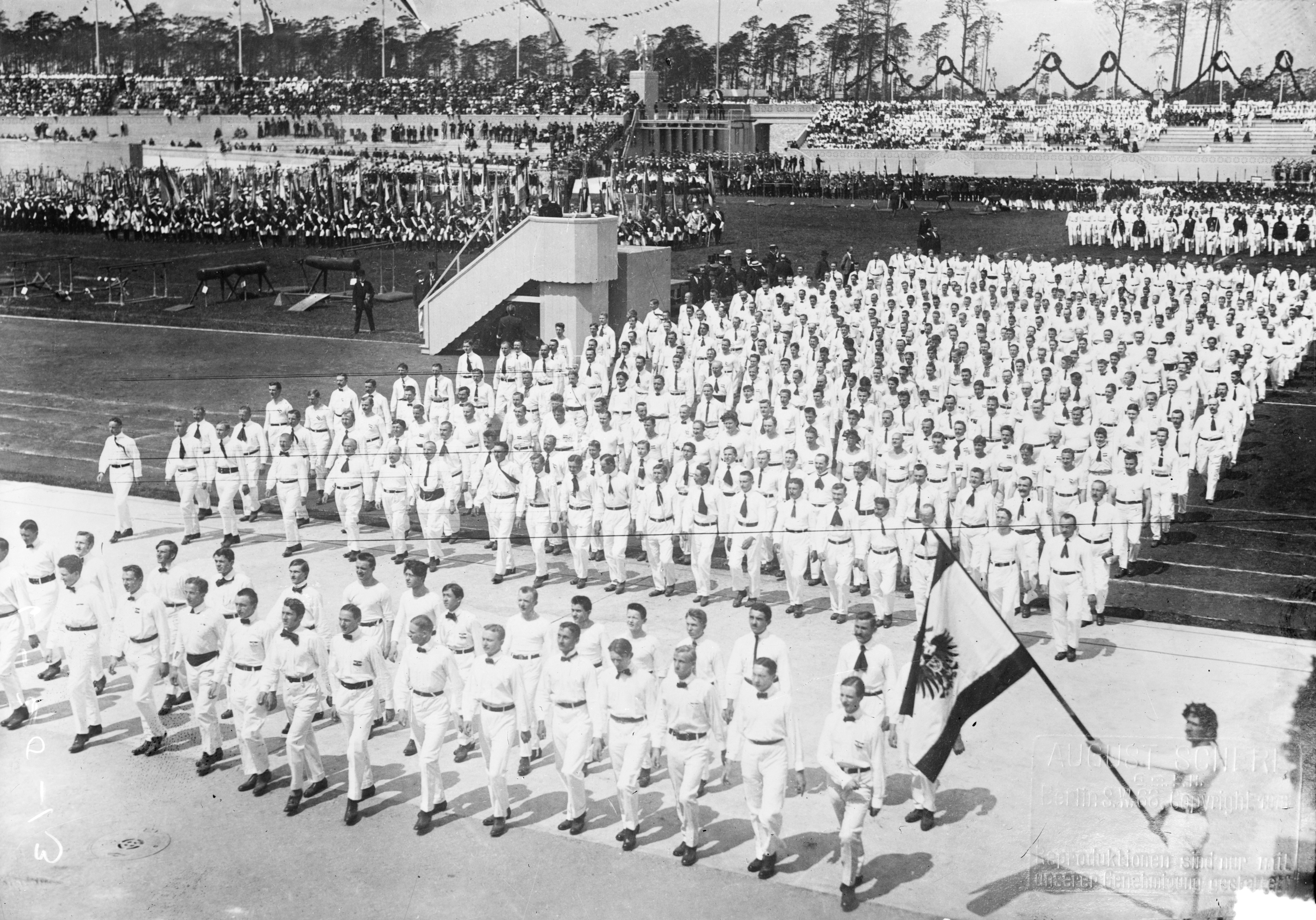
스타디움 개장 당시의 기념행사 모습

개최지 선정 당시 피에르 드 쿠베르탱 IOC 위원장은 베를린을 선호했는데, 그곳에서 올림픽이 열리면 국제적 이해관계에 따른 전쟁 위협을 막는 데 기여할 수 있다고 생각했다. 쿠베르탱의 이런 예상은 1914년 제1차 세계 대전이 발발하면서 빗나갔지만, 조직위원회 측은 전쟁이 수년간 지속되진 않을 것이라는 예상과 함께 대회 준비를 계속했다. 하지만 결국에는 역사상 처음으로 취소된 올림픽이 되고 말았다.
개최 확정 후 1912년부터 베를린의 그루네발트 승마 경기장 부지에 올림픽 전용 스타디움인 '도이체스 슈타디온' (Deutsches Stadion)이 건설되기 시작했다. 당시 계획상 스타디움의 수용관객 규모는 18,000명에 달했다. 일년 남짓한 공사 끝에 1913년 6월 8일 개장되었으며, 기념행사에서는 6만 명의 관객이 참석한 가운데 비둘기 만 마리를 풀어주는 행사가 열렸다. 이 도이체스 슈타디온은 훗날 베를린 올림픽 스타디움으로 바뀌어 1936년 하계 올림픽이 열렸고, 지금까지도 그 자리에 남아 있다.
당시 계획됐던 경기종목에 대해서는 사료마다 달라서 불명확한 부분이 있다. 특히 복싱, 승마, 요트 종목의 포함 여부가 여전히 논란 속에 가려져 있다. 다만 이 대회에서 가장 눈여겨볼 만한 계획은 바로 2월경에 올림픽 동계스포츠 주간을 별도로 개최하려 했던 점이다. 여기에 포함된 종목은 피겨스케이팅, 스피드스케이팅, 아이스하키, 노르딕스키 (슈바르츠발트 일대에서 개최), 크로스컨트리 2종목, 스키점프, 노르딕복합 등이다. 이러한 동계 스포츠의 올림픽 종목화는 다음 대회인 1920년 하계 올림픽부터 실현되었고, 1924년부터는 아예 최초의 동계 올림픽이 열리게 되었다.
1914년 6월 IOC 창립 20주년을 겸한 제17회 IOC 총회가 프랑스 파리에서 열렸는데 여기서도 중요한 결정들이 많이 내려졌다. 우선 1916년 베를린 올림픽부터 종목 선정에 있어서 각 종목별 국제 스포츠 협회가 주요 발언권을 행사할 수 있게 되었다. 또 각 협회마다 참가여부와 세부종목 지정을 맡는다는 조건 하에서, 여성의 올림픽 참가도 허용하기로 했다. 근대 5종처럼 스포츠 협회가 따로 없는 종목일 경우에는 해당 종목을 대변하는 전문가 위원회를 설치하기로 했다. 고전 종목의 경우에도 지난 대회와 비교해서 완화되면서도 근대화되는 모습을 보였는데, 예컨대 육상 높이뛰기는 일정 기준선에서 출발토록 하고 던지기는 두 팔을 사용하는 것 등이었다. 수영 종목에서는 횡영이 새로운 영법으로 추가되고 혼영 역시 가능하도록 했다.
사이클의 경우 지난 대회보다 다섯 개의 트랙 종목이 추가되었다. 또 1908년 런던 올림픽에서 아일랜드와 독일 간의 시범경기로 치러졌던 사이클폴로도 정식 종목화가 추진되었다. 골프 역시 계획 종목 중 하나였으며, 체조에서는 여자부가 사상 처음으로 예정되어 있었다.

## 같이 보기
- 세계 대전으로 취소된 올림픽
  - 1940년 하계 올림픽 - 처음에는 일본 도쿄에서, 이후 핀란드 헬싱키에서 개최될 예정이었다가 제2차 세계 대전으로 취소된 대회
  - 1944년 하계 올림픽 - 영국 런던에서 개최될 예정이었다가 제2차 세계 대전으로 취소된 대회
- 연기된 올림픽
  - 2020년 하계 올림픽 - 코로나19 사태 영향으로 1년 연기되어 2021년 일본 도쿄에서 치러진 대회